# Frente de Liberación Homosexual (México)
Frente de Liberación Homosexual (FLH) fue un movimiento de liberación LGBT, considerada la primera organización defensora de los derechos humanos de las personas homosexuales en México. Fue creado el 15 de agosto de 1971 en la Ciudad de México, encabezado por la activista lesbiana Nancy Cárdenas.

## Antecedentes
Entre 1955 y 1969, un grupo de jóvenes de la UNAM, llevaban a cabo reuniones de amistad que tenían en común el rechazo a la heteronormatividad de la sexualidad (esto se visibilizaba, por ejemplo, con las mujeres vistiendo ropa para varones). En estas reuniones destacaba la participación de personajes (entonces en su juventud) como el historiador Luis Prieto Reyes, el escritor Sergio Pitol, la cantante Chavela Vargas, el cronista Carlos Monsiváis, el intelectual Juan Jacobo Hernández y la directora de teatro Nancy Cárdenas. En aquel entonces Nancy Cárdenas era una activista conocida que ya había participado en manifestaciones como la que hubo en 1958 en contra de la alza de tarifas de transporte público
Tras el Movimiento del 68, parte del grupo fomentó la creación de la Alianza de Intelectuales, Escritores y Artistas en Apoyo al Movimiento Estudiantil, pero la represión gubernamental provocó que el movimiento desembocara en la Masacre de Tlatelolco. Ante esto, los grupos de protesta social empezaron a adquirir un carácter discreto y de secretismo. Por esta razón, al fundarse el grupo en 1969, los nombres de varios de sus miembros quedaron en secreto.
Aunque varios personajes optaron por separarse del grupo de amigos cuando este adquirió forma de organización, en sus filas quedaron Juan Jacobo Hernández, Max Mejía y Nancy Cárdenas.

## Fundación
Al respecto Carlos Monsiváis comenta sobre Nancy Cárdenas que:
"Me acuerdo de la cena en 1969 donde comentamos lo que había pasado en Nueva York, el día del entierro d eJudy Garland.En Greenwich Village, en el bar Stonewall,hace 25 años, la policía intentó otra más de sus redadas, y con ánimo francamente histórico los homosexuales y las lesbianas no se dejaron, hubo enfrentamientos dos días seguidos y la policía retrocedió. Surgía el movimiento de liberación gay y tú te emocionaste. Luego, en 1971 y 72 me escribiste a Londres contándome las primeras reuniones gays en tu casa, el protagonismo tan fuera de circunstancias de algunos jóvenes, el sectarismo que se heredaba de la izquierda marxista, las dificultades o imposibilidades de un discurso no dogmático en un movimiento que empezaba." (Monsiváis 1994)
Entre 1969 y 1971, Carlos Monsiváis vivía en Londres y comenzó a enviar documentación y artículos a Nancy con respecto a la forma en que se llevaba a cabo el movimiento gay en Europa. En México, los grupos de reunión en casa de Nancy (en San Pedro de los Pinos en la Ciudad de México) se volvían más grandes. La idea en aquel entonces era tomar conciencia de que la homosexualidad no era delito, perversión o enfermedad.

Ficha policial de detención de Carlos Gutiérrez por homosexualidad (1970)

A diferencia de Estados Unidos que proponía la creación de "movimientos" para fomentar la liberación, en Europa se sostenía la idea de "enfrentarse" al estado. Debido a la influencia europea en el grupo mexicano fue que se optó por que el grupo adquiriera el carácter de "frente". Se autodenominaron Frente de Liberación Homosexual (FLH).  
Ante la constante represión policial de homosexuales que se llevaba a cabo en México, varios comenzaron a alzar la voz. Así en 1971 un empleado de la tienda SEARS de la Colonia Roma fue despedido por "conducta homosexual". Este decidió tomar acciones en contra de la tienda y en una muestra de apoyo, el grupo decidió realizar un boicot a la tienda donde pretendían salir públicamente a la luz como organización; pero apenas unos días después ocurrió la represión del Halconazo, masacre orquestada por el gobierno donde fueron asesinados grupos de estudiantes por participar en una manifestación. Esto provocó que el grupo continuara en la clandestinidad.
Se sabe que entre los fundadores estuvieron Juan Jacobo Hernández, Max Mejía y Nancy Cárdenas, quienes serían a partir de entonces el rostro y la voz del Movimiento de Liberación Homosexual y del Orgullo LGBT+ en México.
El FHL de México no tiene una fecha concreta de su fundación, aunque a menudo se le confunde con el FHL de Argentina cuyo antecedente de fundación, ocurrió en agosto de 1971.

## Manifiesto
De acuerdo al documento escrito en septiembre de 1971, el Frente de Liberación Homosexual de México postulaba la lucha a favor de:

- Que cese toda discriminación contra los homosexuales, masculinos y femeninos, ejercida abierta o veladamente por la legislación y la sociedad en general.
- Que todas las personas que se sientan atraídas por otras de su mismo sexo, sepan que sus sentimientos son naturales, normales, dignos y justos.
- Que en las escuelas se imparta educación sexual y que allí se aborde el homosexualismo con criterio científico.
- Que los psiquiatras deponga su actitud anticientífica de considerar la homosexualidad como un problema o una enfermedad, lo cual puede ocasionar en los homosexuales, infundados complejos de culpa.
- Que cese todo tipo de persecución policiaca que tenga como pretexto la práctica, en privado, de la homosexualidad.
- Que las empresas dejen de considerar las preferencias sexuales de sus empleados como factor determinado para la contratación o el despido de los mismos.
- Que diarios, revistas y demás publicaciones dejen de referirse al homosexualismo como una perversión, un delito, una aberración.
- Que se acepte el homosexualismo, acorde con las teorías científicas más serias y avanzadas de nuestros tiempos, como una forma válida de la sexualidad.

(FLH, Septiembre de 1971) 

## Disolución
El FLH tuvo una vida efímera. En 1972 realizó públicamente una protesta pública frente a la Embajada de Estados Unidos en contra de la Guerra de Vietnam, dándose a conocer como una organización de homosexuales. La protesta sería uno de los primeros antecedentes del origen de la marcha del orgullo en México. 
La forma clandestina de funcionamiento, el surgimiento del movimiento feminista, el nacimiento de sindicatos independientes y la ideología socialista que empezó a dominar dentro de la lucha LGBT mexicana, provocó que los miembros del FLH crearán nuevos grupos con ideologías propias. Esto desembocó en la desaparición del FLH en 1973 pero dejando en el panorama político a varios herederos que fortalecerían la lucha iniciada.
Entre los grupos herederos que se crearon de 1973 a 1975 (año de la primera marcha del orgullo en México) están:
- Ákratas
- Lesbos (Fundado por Yan María Yaoyólotl)
- SexPol (Fundado por Antonio Cué)
- Lambda (Fundado por Claudia Hinojosa)
- Oikabeth (Fundado por Yan María Yaoyólotl)
- Frente Homosexual de Acción Revolucionaria FHAR (cofundado por Juan Jacobo Hernández)

## Historia
Tras los disturbios de Stonewall, un grupo de personas pertenecientes a la diversidad sexual comenzaron a reunirse en la Ciudad de México a principios de los años 70, con el fin de discutir la situación opresiva que vivía dicho sector social. Entre ellos se cuentan Nancy Cárdenas y Luis González de Alba. Carlos Monsiváis le habría hecho llegar a Cárdenas documentos del Frente de Liberación Gay de los Estados Unidos motivándole ello a la conformación de un grupo formal. Cárdenas inició reuniones formales que buscaban concientizar a otras personas sobre la relevancia de la diversidad sexual en la esfera pública. Algunas de las personas integrantes de estos círculos habían participado en movimientos sociales como el de 1968. Organizaciones como Grupo Lambda reflexionarían que la lucha liberacionista estuvo presente "aunque no se atreviera a decir su nombre ni mucho menos a concretarse como una causa específica", indicando como prueba de ello la pertenencia al FLH de algunos líderes e integrantes del movimiento de 1968.
Derivado de esas reuniones fue fundado el FLH el 15 de agosto de 1971. Dicho espacio funcionó de manera secreta dada la situación represiva a los movimientos sociales que se vivía bajo el gobierno de Luis Echeverría. Entre otras actividades, se realizaban actividades de autoaceptación y reconocimiento de la diversidad sexual personal y colectiva. Igualmente realizaron reuniones privadas con intelectuales, periodistas y médicos para convencerles que la homosexualidad no era un delito o una enfermedad.
El FLH funcionó hasta 1973.